# Solell del Codro Llampat
El Solell del Codro Llampat és una solana del terme municipal de Monistrol de Calders, al Moianès.
Està situat a la dreta de la riera de Sant Joan, al nord-oest del Molí d'en Sala. En el seu extrem sud-oriental hi ha el paratge de la Daina. Al bell mig de la solana hi ha el Codro Llampat.